# سرنوشت در اسلام

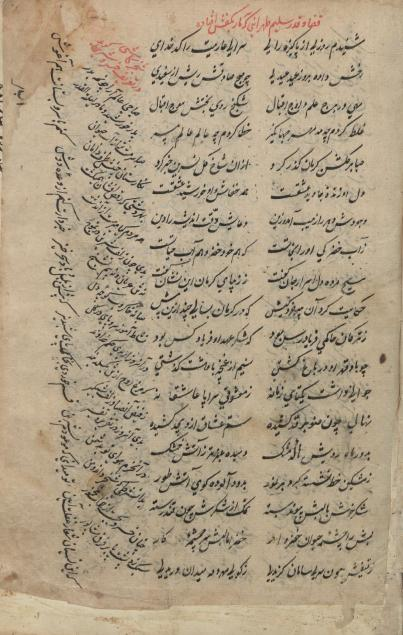
ابیاتی مربوط به سرنوشت در اسلام

قدر (سرنوشت) (انگلیسی: (Fate,Destiny,Predestination))، عبارت است از خروج ممکنات از عدم به وجود، یکی پس از دیگری، مطابق قضا.
قضا حکم ازلی و کلی خدا دربارهٔ اشیاء و قدر اجرا و انفاذ این حکم است در زمان و مکان.

## قدر در لغت
در لغت، قدْر (به سکون دال): شیء، اندازه آن است و قدَر (به فتح دال) به معنای حکم و قسمت و در واقع مرادف تقدیر است.

## قرآن
قدر در قرآن به خلق و بیان و اخبار و نیز به معنای ایجاب و الزام آمده‌است.

## فلاسفه و متکلمان
در اصطلاح فلاسفه و برخی از متکلّمان قدر عبارت است از وجود جمیع موجودات در مواد خارجی به‌طور مفصّل و مرتّب، یعنی یکی پس از دیگری، در صورتی که قضا عبارت بود از وجود آنها در عالم عقلی به‌طور مجتمع و مجمل.
جبر و اختیار(Determinism and Freedom): مفهوم امر لاهوتی (t’ien ming = Heavenly Command امر الهی) از حیث فلسفی حایز اهمیت اصولی است زیرا مستقیم به اندیشهٔ جبرگرایی (determinism) می‌انجامد که در تفکر غربی به مسئلهٔ «تقدیر predestination یا سرنوشت ازلی predetermination»، و در سنت عقلانی اسلامی به «قضا» و «قدر» معروف است.

## قضا و قدر
قضا عبارت است از وجود جمعی ممکنات در علم الهی و قدر عبارت است از وجود پراکنده ممکنات در اعیان خارجی بعد از تحقق شرایط آنها.
معنی این سخن این است که قضا عبارت است از حکم کلی در احوال اعیان موجودات از ازل تا ابد مثل حکم به اینکه هر نفسی چشنده مرگ است. و قدر عبارت است از تفصیل این حکم توسط تعیین اسباب و تخصیص ایجاد اعیان به وقت در زمان‌ها بر حسب قابلیت و استعداد متناسب با وقوع آنها، و مشروط کردن هر یک از حالات موجودات به زمانی معین و علتی مخصوص.

## سرّ تقدیرِ ازلی
سرّ تقدیرِ ازلی (The Mystery of Predestination)
واسطهٔ اخذ هستی هر شیء از حق، «استعداد» آن شیء است، یعنی، دقیقاً به واسطهٔ «استعداد preparedness» (یعنی، سرشت ازلیش) متعین می‌شود. قدرت تعیین کنندهٔ «استعداد» متعالی است. حتی حق هم باید نیازهای آن را برآورده نماید.
تزِ اطلاقِ قدرت تعیین کنندهٔ «استعداد» طبعاً و اصولاً به مسئله تقدیر (یا قضا و قدر الهی predestination) مربوط می‌شود.

## ابن عربی
بدان که «قضاء pre-destination» قضاوتِ (حکم یا فرمان decree) سرنوشت ساز الهی در موردِ اعیان است. این حکمِ سرنوشت ساز الهی در مورد اعیان، با علمِ الهی نسبت به اعیان و خصلتِ (property) آنها دقیقاً مطابقت دارد. و حکم الهی دربارهٔ اعیان بر مبنای عینِ ذوات اعیان صادر می‌شود.
و «قدر allotment» زمانی است تخصیصی که هر کدام از اعیان باید مطابق با حالتِ عینِ ثابته شان بی هیچ تبدیلی تحقق یابند. لکن نفسِ قضاء، وقتی بر وقوعِ سرنوشت هر عینی حکم می‌کند، که این حکم فقط مطابق با عین ثابته اش اجرا گردد. و این سرّ قدر است.